# The Last Empire
The Last Empire: essays 1992-2001 is een verzameling essays van de Amerikaanse romanschrijver, toneelschrijver en essayist Gore Vidal. Het is een bundel met politieke, historische en literaire essays, die onder meer verschenen in Amerikaanse tijdschriften als The Nation, GQ en Vanity Fair. Vidal wordt beschouwd als een van de belangrijkere essayschrijvers van Amerika in de twintigste eeuw, onder meer door Martin Amis.
De essays gaan over uiteenlopende onderwerpen, variërend van Mark Twain en de Griekse dichter Konstantínos Kaváfis tot en met Timothy McVeigh en de aanslagen op 11 september 2001. Het belangrijkste thema, dat in meerdere essays terugkomt, is hoe Amerika zich na de Tweede Wereldoorlog begon te manifesteren als een empire oftewijl een rijk, zoals het Romeinse Rijk dat ooit was. Dit geheel tegen de bedoelingen van de Founding Fathers van de Amerikaanse republiek in. Verantwoordelijk hiervoor waren de Amerikaanse president Harry Truman en zijn minister van Buitenlandse Zaken Dean Acheson, die besloten de Sovjet-Unie, en meer in het algemeen het communisme, als het nieuwe gevaar neer te zetten. Amerika kon zo het publiek achter zich krijgen om zich te bewapenen (en de defensie-industrie te ontwikkelen). De gevolgen hiervan waren de Koude Oorlog en de heksenjacht in Amerika op vermeende communisten onder leiding van Joseph McCarthy. Naar buiten toe wierp Amerika zich op als verdediger van vrijheid en democratie, terwijl het land ondertussen zijn macht overal in de wereld uitbreidde. In dat licht moet volgens Vidal ook de oprichting van de NAVO worden gezien, door hem bijvoorbeeld de North American Treaty Organisation genoemd, een organisatie waardoor Amerika in Europa militaire, economische en politieke controle uitoefende. Amerika heeft nu, aldus Vidal, overal in de wereld militaire bases (alleen al in het "vliegdekschip Engeland" zestien). In de afgelopen halve eeuw heeft Amerika talloze oorlogen gevoerd, zonder een oorlogsverklaring door het Congres, hetgeen ongrondwettelijk is. In het algemeen constateert Vidal dat de Amerikaanse grondwet en de Bill of Rights, gebaseerd op de Magna Carta, met voeten wordt getreden.

## Mythes
In enkele essays rekent Vidal af met enkele hardnekkige mythes. De eerste mythe is dat Amerika totaal werd verrast door de aanval op Pearl Harbor, waardoor het land zich genoodzaakt zag Japan de oorlog te verklaren. Volgens Vidal wilde president Franklin D. Roosevelt echter, in tegenstelling tot zijn verkiezingsbelofte, dat Amerika zich in de oorlog zou begeven. Het stelde Japan daarom een voor dat land onaanvaardbaar ultimatum (onder meer terugtrekking uit China) in de hoop het land zo te provoceren tot actie. Kort daarop vertelde Roosevelt enkele journalisten dat Amerika binnenkort aan de oorlog zou meedoen. Niet lang daarna volgde de aanval. Volgens Vidal waren de militairen in Pearl Harbor niet gewaarschuwd. De Japanse diplomatieke en de meeste marinecodes waren eerder gekraakt: waarschijnlijk wist de Amerikaanse leiding dat een aanval op handen was.
De tweede mythe: de twee atoombommen op Hiroshima en Nagasaki zouden zijn afgeworpen om een einde van de oorlog af te dwingen en miljoenen mensenlevens te redden. Volgens Vidal was hiervoor geen enkele militaire noodzaak: de oorlog was al gewonnen en de Japanse keizer had verschillende keren geprobeerd zich over te geven, via een telegram en een brief aan president Truman. De Amerikaanse militaire top, zoals de latere president Dwight Eisenhower, was ook tegen. Truman besloot echter toch kernwapens in te zetten, volgens Vidal om de Sovjet-Unie wat spierballen te tonen.
De derde mythe: na de oorlog wilde Rusland een tweedeling in Duitsland. Volgens Vidal was het echter Amerika die een tweedeling wilde, tegen de wens van de Europese bondgenoten in. Volgens Jozef Stalin ging dit in tegen de afspraken van Yalta en Potsdam en reageerde hij, gefrustreerd, met de blokkade van Berlijn.
The Last Empire werd in Amerika in 2002 uitgegeven door Little, Brown. In Engeland verscheen in datzelfde jaar bij Abacus (een imprint van Little, Brown) een kleinere versie.